# Bora Kim
Bora „YellOwStaR“ Kim (* 15. Februar 1992) ist ein ehemaliger französischer E-Sportler in der Disziplin League of Legends. Er spielte anfangs auf der Position des AD Carries und wechselte dann auf die Support Position. Er war vor seinem Ausstieg aus dem aktiven Sport bei Fnatic unter Vertrag. Anschließend war er als Head of E-Sport und Trainer der League of Legends Abteilung bei Paris Saint-Germain tätig.

## Karriere
Vor seiner Zeit als League-of-Legends-Spieler, spielte YellOwStaR auf semiprofessionellem Level Warcraft III. Unter anderem erreichte er 2008 den Zweiten Platz der französischen Meisterschaft (ESL Pro Series France – Season 4).
Den Einstieg in den League of Legends schaffte YellOwStaR 2010 bei against All authority auf der Position des AD Carry. Nach einem 2. Platz auf dem IEM Season V – LoL Invitational in Deutschland und einem 2. Platz auf der ersten WM wechselte YellOwStaR mit seinem kompletten Team zu Millenium um wenige Zeit später wieder zu against All authority zurückzuwechseln.
Nach einem eher enttäuschendem ersten Halbjahr 2012 mit einem 5.–6. Platz bei der IEM Season VI – World Championship wechselte YellOwStaR testweise zu Millenium um dieses schnell wieder zu verlassen. Mit seinem neuen Team SK Gaming konnte sich YellOwStaR für die WM 2012 in Los Angeles qualifizieren. Dort schied SK Gaming schon in der Gruppenphase aus. Im Dezember 2012 verließ YellOwStaR SK Gaming um Fnatic beizutreten. Gleichzeitig wechselte YellOwStaR auf die Support Position. Mit Fnatic qualifizierte sich YellOwStaR für die Ende 2012 neu gegründete League of Legends Championship Series.
YellOwStaR konnte mit Fnatic den Spring und Summer Split der League of Legends Championship Series gewinnen und war somit gleichzeitig für die 3. WM qualifiziert. Dort schied Fnatic im Halbfinale aus.
YellOwStaR blieb bei Fnatic, mit denen er 2014 auch den Spring Split der europäischen League of Legends Championship Series gewann. Den Summer Split schloss YellOwStaR mit Fnatic auf dem 2. Platz hinter Alliance ab. Dadurch war man für die 4. WM qualifiziert. Dort schied Fnatic schon in der Gruppenphase aus.
Zur 5. Saison verließen alle Spieler bis auf YellOwStaR Fnatic. Er wurde dafür bekannt, Fnatic wieder aufzubauen. YellOwStaR war der Anführer und Team Captain des sehr jungen Teams. Durch den Gewinn des Spring Splits 2015 war Fnatic für das erste Mid-Season Invitational qualifiziert. Dort konnte das Team es bis ins Halbfinale schaffen. Nach einem Wechsel auf der ADC Position konnte Fnatic im Summer Split einen perfekten regulären Split ohne eine Niederlage spielen. Dieser 18:0 Rekord war bis dahin einmalig gewesen. Im selben Stil konnte Fnatic auch den Summer Split gewinnen und war für die 5. WM in Europa qualifiziert. Nach einer starken Gruppenphase und einem klaren Viertelfinal Sieg gegen Edward Gaming scheiterte Fnatic im Halbfinale an den KOO Tigers. YellOwStaR verließ am Jahresende 2015 Fnatic um nach einer neuen Herausforderung in Nordamerika zu suchen. Dort trat er dann Team SoloMid bei.
Mit seinem neuen Team erreichte YellOwStaR den 2. Platz im Spring Split der nordamerikanischen League of Legends Championship Series. Da YellOwStaR seine Rolle im Team nie ganz fand, verließ er nach diesem Split Team SoloMid wieder um sich wieder Fnatic anzuschließen. Den Summer Split beendete Fnatic auf einem enttäuschenden 5.–6. Platz. Außerdem schaffte das Team es nicht sich über die Regional Qualifiers für die 6. WM zu qualifizieren.
Am 19. Oktober 2016 gab YellOwStaR bekannt, seine aktive Karriere als E-Sportler zu beenden. Schon einen Tag später wurde bekannt gegeben, dass YellOwStaR nun der Head of Esports bei Paris Saint-Germain eSports ist. Dort sei es das Ziel ein Team für die League of Legends Championship Series aufzubauen. Im Oktober 2017 wurde die Zusammenarbeit zwischen Kim und PSG beendet, nachdem die Qualifikation für die LCS verpasst wurde.
Nachdem er zwischenzeitlich für Team LDLC als Trainer fungierte, gab er Anfang 2020 sein Comeback als Spieler und gewann mit LDLC-OL auf Anhieb das European Masters. Ende 2021 beendete er seine Karriere als Spieler erneut.

## Erfolge
| Jahr      | Platz   | Turnier                                    | Team                  | Preisgeld |
| --------- | ------- | ------------------------------------------ | --------------------- | --------- |
| Jun. 2011 | 2.      | Weltmeisterschaft 2011                     | against All authority | 025.000 $ |
| Mär. 2012 | 4.      | IEM Season VI – World Championship         | against All authority | 03.800 $  |
| Mär. 2012 | 1.      | HeartoWin Cup                              | against All authority | 02.500 $  |
| Mai. 2012 | 3.      | Corsair Vengeance Cup                      | against All authority | 01.000 $  |
| Jul. 2012 | 3.      | European Challenger Circuit: Poland        | SK Gaming             | 05.000 $  |
| Aug. 2012 | 2.      | Season Two Regional Finals                 | SK Gaming             | 030.000 $ |
| Okt. 2012 | 11./12. | Weltmeisterschaft                          | SK Gaming             | 025.000 $ |
| Nov. 2012 | 1.      | ASUS ROG Paris Games Week 2012             | Fnatic                | 06.000 $  |
| Jan. 2013 | 3./4.   | IEM Season VII – Global Challenge Katowice | Fnatic                | 04.500 $  |
| Apr. 2013 | 1.      | LCS Spring 2013                            | Fnatic                | 050.000 $ |
| Aug. 2013 | 1.      | LCS Summer 2013                            | Fnatic                | 050.000 $ |
| Sep. 2013 | 3./4.   | Weltmeisterschaft 2013                     | Fnatic                | 150.000 $ |
| Nov. 2013 | 2.      | IEM Season VIII – Cologne                  | Fnatic                | 07.500 $  |
| Mär. 2014 | 2.      | IEM Season VIII – World Championship       | Fnatic                | 030.000 $ |
| Apr. 2014 | 1.      | LCS Spring 2014                            | Fnatic                | 050.000 $ |
| Aug. 2014 | 2.      | LCS Summer 2014                            | Fnatic                | 025.000 $ |
| Apr. 2015 | 1.      | LCS Spring 2015                            | Fnatic                | 050.000 $ |
| Mai. 2015 | 3./4.   | Mid-Season Invitational 2015               | Fnatic                | 025.000 $ |
| Aug. 2015 | 1.      | LCS Summer 2015                            | Fnatic                | 050.000 $ |
| Okt. 2015 | 3./4.   | Weltmeisterschaft 2015                     | Fnatic                | 150.000 $ |
| Mär. 2016 | 3./4.   | IEM X World Championship                   | Team SoloMid          | 010.000 $ |
| Apr. 2016 | 2.      | LCS Spring 2016                            | Team SoloMid          | 025.000 $ |
| Mai 2020  | 1.      | European Masters Spring 2020               | LDLC-OL               | 040.000 € |